# Большое Белое (озеро, Полоцкий район)
Большо́е Бе́лое (бел. Вялі́кае Бе́лае) — озеро в Полоцком районе Витебской области Белоруссии. Относится к бассейну реки Свина́.

## Описание
Озеро Большое Белое расположено в 50 км к северо-востоку от города Полоцк, в 0,7 км севернее деревни Белое, на высоте 150,7 м над уровнем моря. К северо-востоку от водоёма располагается озеро Малое Белое, отделённое от него перешейком шириной 50 м. С северо-запада к озеру примыкает верховое болото. Озёра Большое Белое и Гвоздок соединяются протокой.
Площадь поверхности озера составляет 1,48 км². Длина — 2,65 км, наибольшая ширина — 0,81 км. Длина береговой линии — 7,5 км. Наибольшая глубина — 10,2 м, средняя — 5,4 м. Объём воды в озере — 8,06 млн км³. Площадь водосбора — 3,2 км².
Котловина озера лощинного типа, вытянутая с северо-востока на юго-запад. Склоны песчаные, высотой от 11 до 17 м, крутые, поросшие сосновым лесом. Береговая линия слабоизвилистая. Берега преимущественно высокие и крутые, однако в северной части сплавинные. Пойма шириной 10—15 м, сухая (за исключением болотистой северо-западной части), поросшая смешанным лесом. Дно до глубины 5 м выстлано песком, до 6—7 м — илом, глубже — сапропелем. В северной части водоёма присутствуют остров площадью 0,1 га и песчаная отмель глубиной 0,1 м.
Минерализация воды не превышает 100 мг/л. Прозрачность достигает 3,5 м. Озеро слабопроточное, подверженное эвтрофикации.
В воде растёт полушник озёрный, занесённый в Красную книгу Белоруссии. Водятся лещ, щука, окунь, плотва, уклейка, густера, краснопёрка, линь.